# Tag (graffiti)

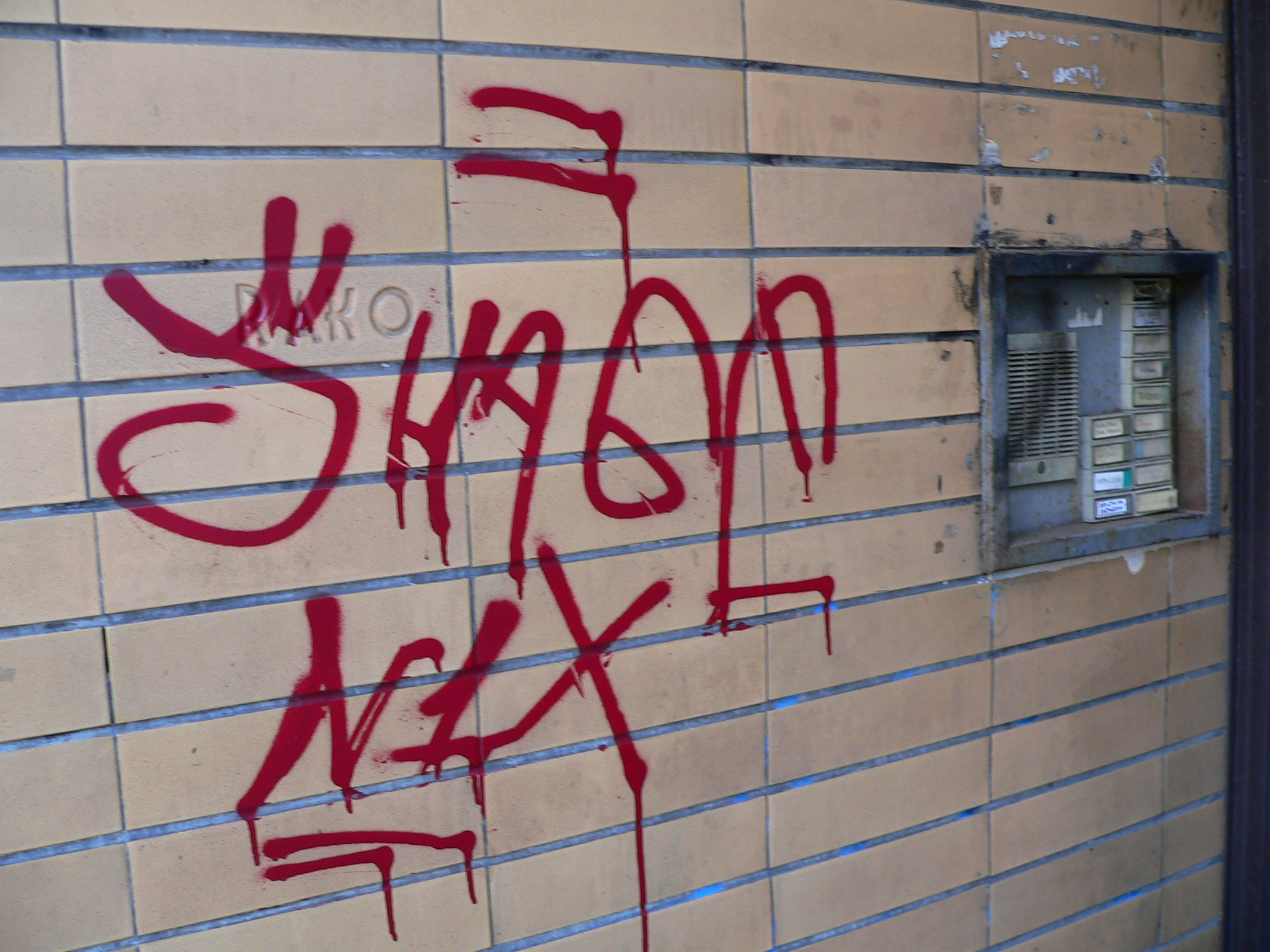
Przykładowy Tag

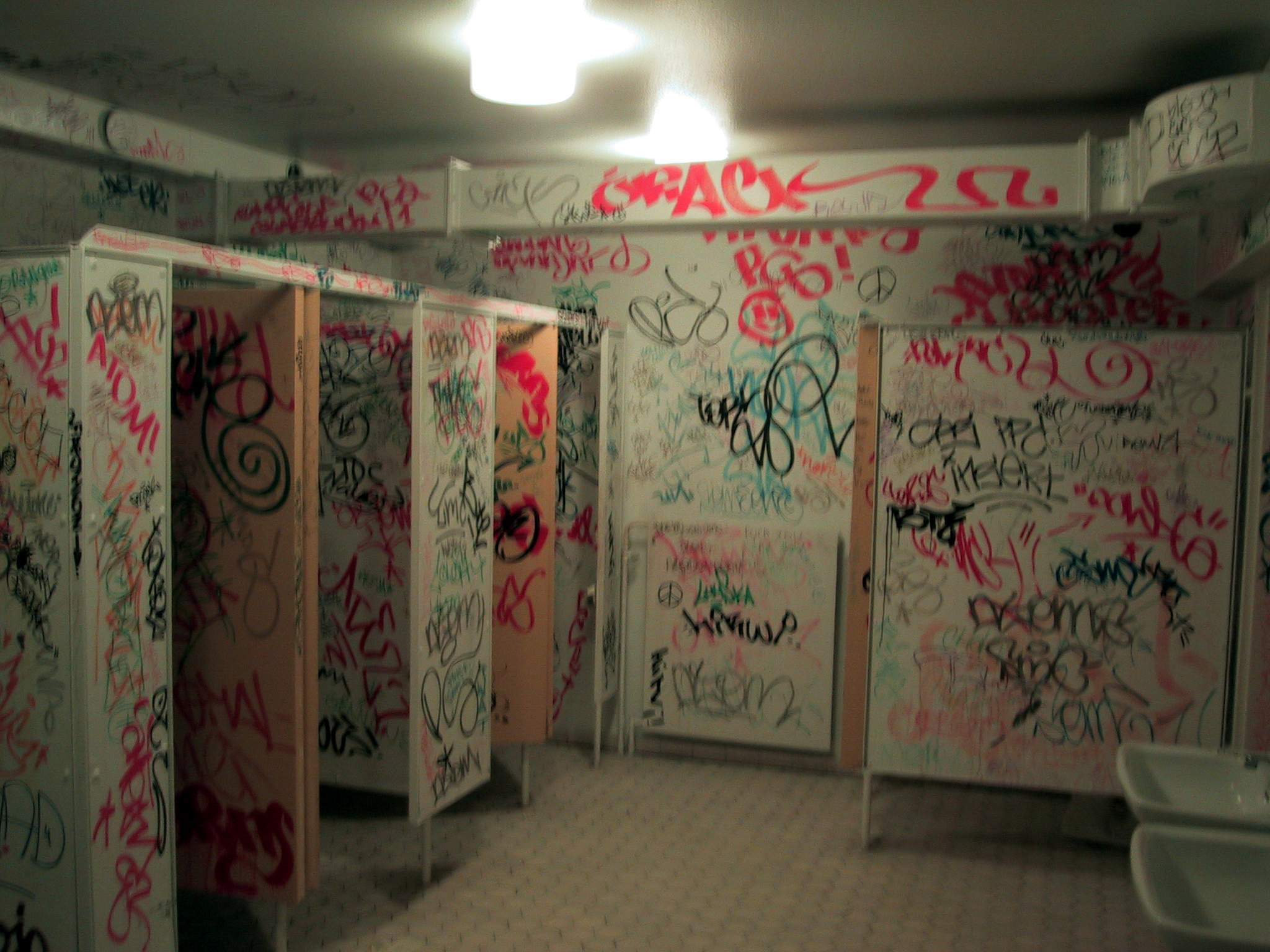
Toaleta pokryta licznymi tagami

Tag (z ang. metka) – podpis grafficiarzy i członków subkultur (np. hiphopowców), umieszczany w przestrzeni publicznej, w większości przypadków jako forma wandalizmu.

## Charakterystyka
Często pisany jest jedną kreską i ma charakterystyczny powyginany kształt. Przeważnie pisany jest niezmywalnymi pisakami, do tagowania używa się zazwyczaj markerów o grubości od 1 do 5 cm, farb w sprayu, wosku lub papieru ściernego (scratchowanie). Tag najczęściej zawiera imię, pseudonim, nazwę drużyny sportowej, cytat, jakiś skrót, napis wyrażający uczucia bądź słowo niemające sensu ani znaczenia. Występuje nie tylko jako samodzielny podpis, również jako znak rozpoznawczy pod pracą (graffiti), lub jako samodzielna forma twórczości. Często tylko artysta wykonujący dany tag jest w stanie go odczytać. Oprócz indywidualnych tagów istnieją tagi crew - z angielskiego załoga, które przeważnie składają się z 2, 3 lub 4 liter (DONS, WF, IB, AC, MR, UHA, HS, MC-nowe crew graffiti (Modern Crew)). Zwykle są to pierwsze litery wyrazów składających się na nazwę ekipy, np. DSC - Dope Smokers Crew. W kręgach grafficiarzy tagi cenione są za dwie rzeczy: styl (czyli ogólny wygląd taga) oraz miejsce - im bardziej niebezpieczne i niedostępne, tym bardziej cenione (np. komisariat policji).

## Historia
Tagowanie miało swój początek w Nowym Jorku, będąc skutkiem ubocznym wprowadzenia do sprzedaży flamastrów wodoodpornych. 
Młodzi ludzie zaczęli pisać na wszelkich możliwych powierzchniach miejskich swoje imiona lub ksywki. Początkowo zjawisko to nosiło to nazwę „single” hitting, a z czasem przyjęło nazwę TAGGING. Jednym z prekursorów taggowania był TAKI 183, który w latach 70 XX w. miał najwięcej tagów na ulicach Nowego Jorku. Taki 183 pracował jako chłopak na posyłki, przemieszczając się metrem po całym mieście zawsze pozostawiał po sobie „ślad”. 
Inni znani ówcześni taggerzy to: JOE 136, BARBARA 62, EEL 159, YANK 135, EVA 62. Tagowali również członkowie gangów, znacząc swoje rewiry i sławiąc swoje imię lub nazwy gangów, np.: Crips, Bloods. Gangi używały też tagów do obrażania innych, np.: ck(crips killer), bk(Bloods Killer). Wkrótce tagi zaczęły pojawiać się nie tylko w Nowym Jorku, ale i w innych miastach. Obecnie nietrudno je zauważyć w każdym większym mieście.